# Référendum constitutionnel en 2006 à Gibraltar
 (juillet 2020).
Si vous disposez d'ouvrages ou d'articles de référence ou si vous connaissez des sites web de qualité traitant du thème abordé ici, merci de compléter l'article en donnant les références utiles à sa vérifiabilité et en les liant à la section « Notes et références ».
 (juillet 2020).
Le référendum constitutionnel gibraltarien de 2006 s'est tenu le 30 novembre 2006. Il concernait une réforme de la Constitution de Gibraltar. La question posée était : « Dans l'exercice de votre droit à l'autodétermination, approuvez-vous et acceptez-vous la nouvelle Constitution proposée pour Gibraltar ? ». Les réponses possibles étaient « Oui » ou « Non ».

## Changements
- Renommer la House of Assembly
- Renommer les députés : "Members of the House of Assembly" pour "Members of Parliament" (MPs)
- Retrait des deux membres non-élus restants du parlement
- Passer de 15 à 17 députés et possibilité au parlement d'augmenter le nombre
- Diminuer le pouvoir du gouverneur et le transférer aux élus
- Moderniser les relations entre le Royaume-Uni et Gibraltar sans affecter la question de la souveraineté
- Un projet de lois «les droits et les libertés fondamentaux» inscrit dans la constitution.

## Résultats
| Choix                  | Votes  | %     |
| ---------------------- | ------ | ----- |
| Pour                   | 7 299  | 61,48 |
| Contre                 | 4 574  | 38,52 |
|                        |        |       |
| Votes valides          | 11 873 | 97,99 |
| Votes invalides        | 36     | 0,30  |
| Votes blancs           | 208    | 1,72  |
| Total                  | 12 117 | 100   |
| Abstention             | 7 944  | 39,60 |
| Inscrits/Participation | 20 061 | 60,40 |